# Lycopus (zoologia)
Lycopus Thorell, 1895 è un genere di ragni appartenente alla famiglia Thomisidae.

## Distribuzione
Le nove specie note di questo genere sono diffuse in Asia orientale, Asia sudorientale, Asia meridionale e Nuova Guinea

## Tassonomia
Non sono stati esaminati esemplari di questo genere dal 2010.
A giugno 2014, si compone di nove specie:
- Lycopus atypicus Strand, 1911 — Arcipelago delle Molucche, Nuova Guinea
- Lycopus cha Tang & Li, 2010 — Cina
- Lycopus edax Thorell, 1895[2] — Birmania
- Lycopus kochi Kulczynski, 1911 — Nuova Guinea
- Lycopus longissimus Tang & Li, 2010 — Cina
- Lycopus primus Tang & Li, 2009 — Cina
- Lycopus rubropictus Workman, 1896 — Singapore
- Lycopus tabulatus Tang & Li, 2010 — Cina
- Lycopus trabeatus Simon, 1895 — India